# Bom (relief)

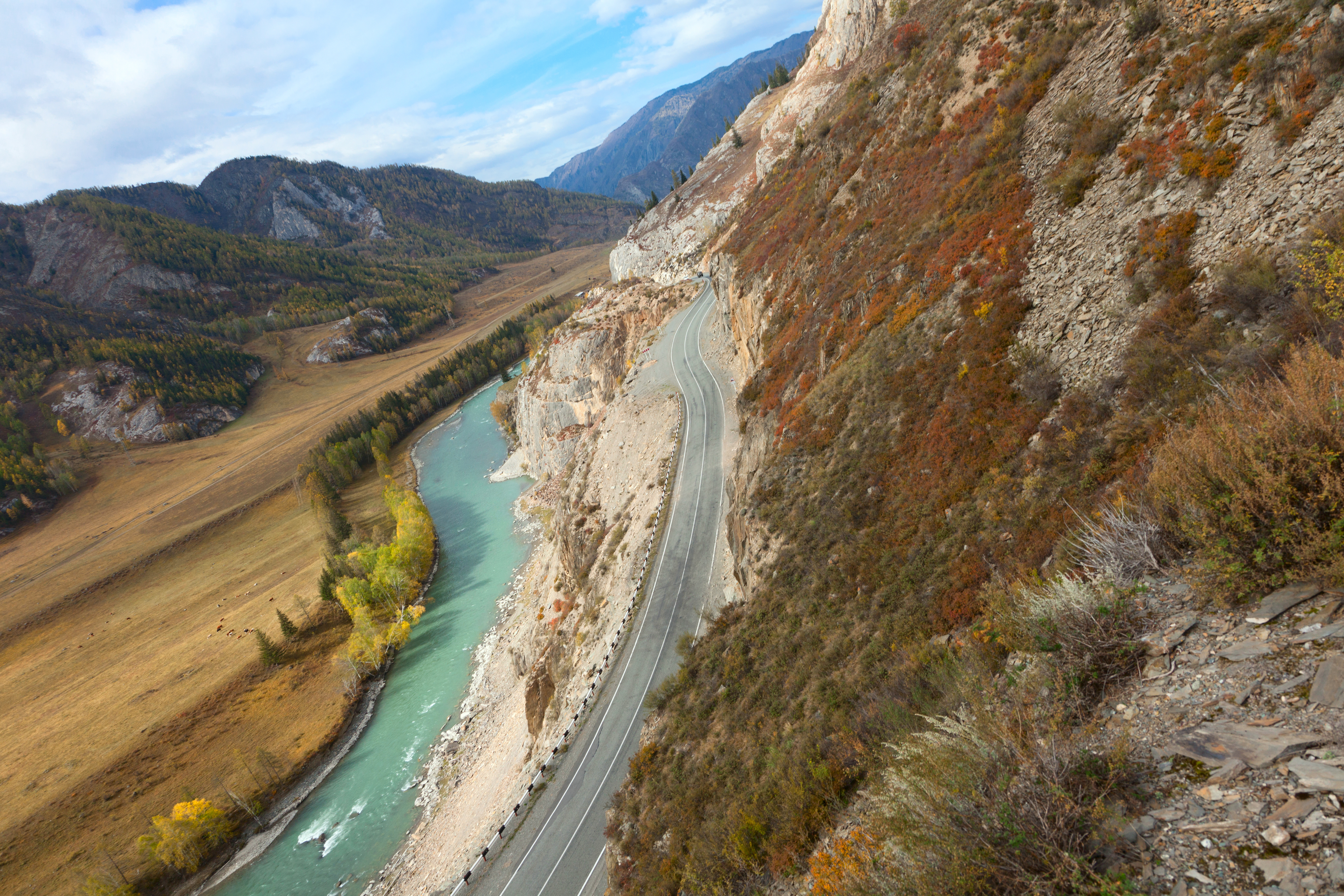
La R256 à travers un bom le long de la Tchouïa.

Un bom (en russe : Бом) ou boom est, dans les montagnes de l'Altaï, un passage étroit entre une rivière et une montagne ou falaise escarpée, le long duquel passe une route. Dans les dialectes russes, ces reliefs sont appelés pritor (en Sibérie) et prijim (en Extrême-Orient).

## Étymologie
L'appellatif est connu partout dans l'Altaï , largement représenté dans les noms de montagnes et d'établissements. Peut être comparé à d'autres langues turques et mongoles :
- en mongol bogum - cap (haut, escarpé); gorge
- en mongol bogumta - avant-poste; barrière, obstacle
- en mongol bom - un cap escarpé et haut  .
- en bouriate boomo gazar - endroit difficile
- en kalmouk boom- passage étroit
- en touvain boom - une falaise d'une chaîne de montagnes au-dessus d'une rivière
- en iakoute boum - un obstacle, une barrière; passage difficile

## Exemples de toponymie
Certains noms dans lesquels le mot Bom est utilisé sont répertoriés dans le catalogue national des noms géographiques :
- Bom : une montagne sur la crête de Biyïst ;
- Touposki Bom : un tract sur la rivière Toula ;
- Ourkoshbom : un rocher sur la rive gauche de la Katoun ;
- Ialomanbom : un rocher sur la rive gauche de la Katoun ;
- Akbom[1] est un village du raïon d'Ongoudaï ;
- Bichiktubom est un village du raïon d'Ongoudaï ;
- Bim-Bom - un affluent de la Katoun ;
- Eki-Bom - une rivière près de Bolchoï Ialoman ;
- Kyngyrarbom - un rocher sur la rive gauche de la Katoun ;
- Minihin-Bom - un rocher sur la rive droite de la Tchouïa.

## Exemples imagés

Exemples :
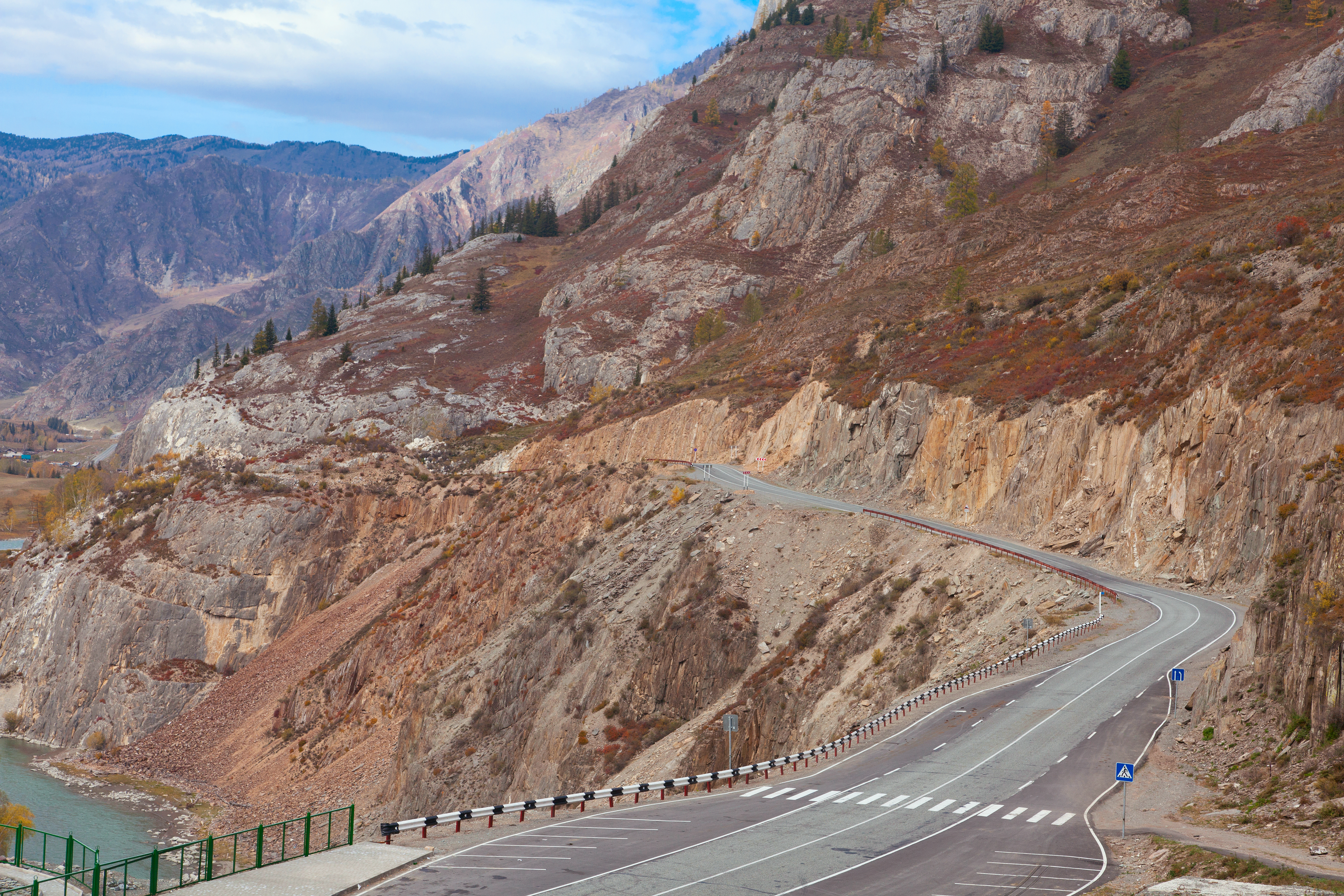
Bom le long de la Tchouïa.
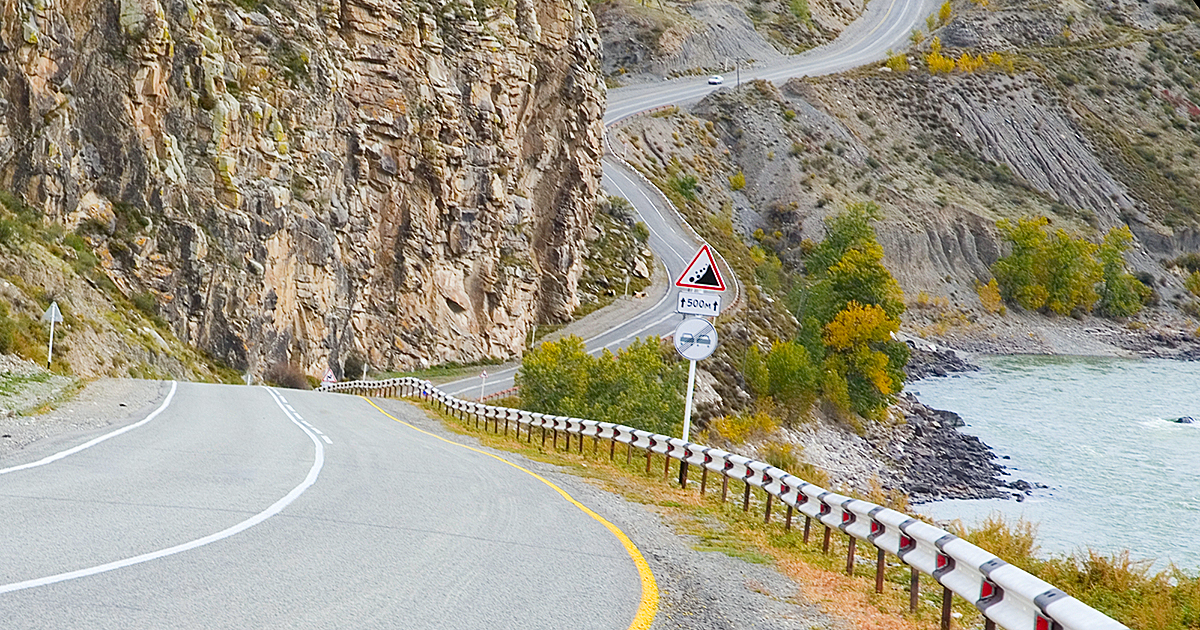
Bom le long de la Katoun.
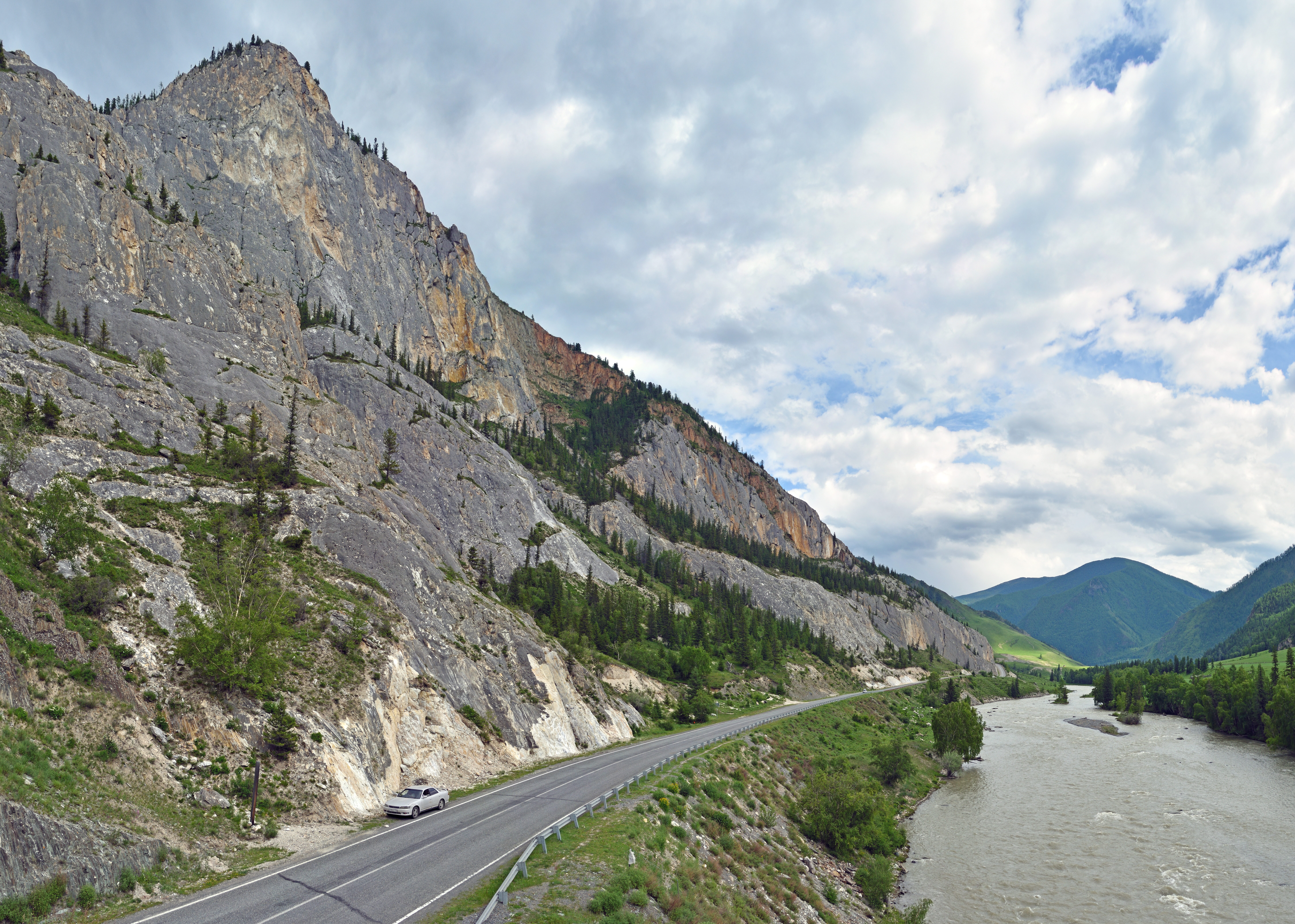
Le Bely Bom à Akbom.